# آدنوفستین
آدنوفستین (به انگلیسی: Adenophostin) با فرمول شیمیایی C۱۶H۲۶N۵O۱۸P۳ یک ترکیب شیمیایی با شناسه پاب‌کم ۱۲۳۶۹۵ است. که جرم مولی آن ۶۶۹٫۳۲ g/mol می‌باشد. 